# Tell Me Your Secrets
Tell Me Your Secrets é uma série de televisão americana é de drama e suspense criada por Harriet Warner originalmente programada para estrear na TNT. A série estreou no Amazon Prime Video em 19 de fevereiro de 2021 e foi escrita por Warner, que serve como produtor executivo ao lado de Bruna Papandrea e Casey Haver.

## Premissa
Tell Me Your Secrets segue "um trio de personagens, cada um com um passado misterioso e preocupante: Emma é uma jovem que uma vez olhou nos olhos de um assassino perigoso, John é um ex-predador em série desesperado para encontrar a redenção e Mary é uma  mãe enlutada obcecada em encontrar sua filha desaparecida. À medida que cada um deles é levado ao limite, a verdade sobre seus passados e motivos torna-se cada vez mais obscura, confundindo os limites entre a vítima e o perpetrador."

## Elenco

### Estrelando
- Lily Rabe como Emma
- Amy Brenneman como Mary
- Hamish Linklater como John
- Enrique Murciano como Peter Guillory

### Principal
- Chiara Aurelia como Rose Lord
- Ashley Madekwe como Lisa Guillory
- Bryant Tardy como Jay
- Elliot Fletcher como Jake
- Xavier Samuel como Kit Parker
- Stella Baker como Theresa

### Recorrente
- Marque Richardson como Tom
- Katherine Willis como Diana Lord
- Richard Thomas como Bodie Lord
- Emyri Crutchfield como Jess Cairns
- Charles Esten como Saul Barlow

## Episódios
| N.º na série | N.º na temp. | Título                   | Dirigido por    | Escrito por                     | Lançamento              |
| ------------ | ------------ | ------------------------ | --------------- | ------------------------------- | ----------------------- |
| 1            | 1            | "Once I Had Love"        | Houda Benyamina | Harriet Warner                  | 19 de fevereiro de 2021 |
| 2            | 2            | "Burn Me When I'm Gone"" | ASA             | Harriet Warner                  | 19 de fevereiro de 2021 |
| 3            | 3            | "Someone Worse Than Me"  | ASA             | Harriet Warner & Linda McGibney | 19 de fevereiro de 2021 |
| 4            | 4            | "I Don't Know You"       | ASA             | Erica Lipez                     | 19 de fevereiro de 2021 |
| 5            | 5            | "I Got Here By Myself"   | ASA             | Steve Harper                    | 19 de fevereiro de 2021 |
| 6            | 6            | "I'm A Good Person"      | ASA             | Cathryn Humphris                | 19 de fevereiro de 2021 |
| 7            | 7            | "Now You See Me"         | ASA             | N Beckwith                      | 19 de fevereiro de 2021 |
| 8            | 8            | "Be Mine"                | ASA             | Deborah Schoeneman              | 19 de fevereiro de 2021 |
| 9            | 9            | "Gotcha"                 | ASA             | Steve Harper                    | 19 de fevereiro de 2021 |
| 10           | 10           | "The Dead Come Back"     | ASA             | Harriet Warner                  | 19 de fevereiro de 2021 |

## Produção

### Desenvolvimento
Em 24 de julho de 2017, a TNT deu oficialmente à produção, então chamada de Deadlier Than the Male, um pedido piloto. O show foi um dos dois pilotos que a TNT encomendou visando um novo bloco de programação que estava preparando, TNT Mystery, junto com Deep Mad Dark.
Em 15 de fevereiro de 2018, foi anunciado que a TNT havia dado um pedido para a série criada e escrita por Harriet Warner. O pedido da série foi supostamente para uma primeira temporada na qual a Warner também será produtora executiva ao lado de Bruna Papandrea e Casey Haver. John Polson dirigiu a série e também atua como produtor executivo. As produtoras envolvidas na série incluem Made Up Stories e Studio T. Em 18 de junho de 2018, foi anunciado que a série foi renomeada como Tell Me Your Secrets.
Em junho de 2020, foi anunciado que a série não iria ao ar na TNT e foi descartada. No entanto, no final de outubro de 2020, a Prime Video anunciou que havia adquirido a série programada para ir ao ar em 2021. Em 27 de janeiro de 2021, foi anunciado que a série iria estrear em 19 de fevereiro de 2021.

### Seleção de elenco
Junto com o anúncio inicial da série, foi relatado que Lily Rabe, Amy Brenneman, Hamish Linklater, Enrique Murciano, Chiara Aurelia, Ashley Madekwe e Bryant Tardy se juntaram ao show em papéis regulares na série. Em junho de 2018, foi relatado que Xavier Samuel e Stella Baker haviam se juntado ao elenco principal e que Marque Richardson apareceria em uma capacidade recorrente. Em julho de 2018, foi anunciado que Katherine Willis e Charles Esten haviam sido escalados para papéis recorrentes.

### Filmagens
As filmagens da série ocorreram em meados de 2018 em Nova Orleans, Luisiana.